# Aldair Arnedo
Aldair Arnedo (Santa Marta, Magdalena, Colombia; 14 de noviembre de 1992) es un futbolista colombiano. Juega de guardameta.

## Clubes
| Club             | País      | Año         |
| ---------------- | --------- | ----------- |
| Unión Magdalena  | Colombia  | 2011 - 2017 |
| Chicó de Guayana | Venezuela | 2017        |
| Boyacá Chicó     | Colombia  | 2018        |
| Unión Magdalena  | Colombia  | 2020 - 2021 |
| Veraguas CD      | Panamá    | 2021        |
| CD Universitario | Panamá    | 2022 - 2023 |